# Jeanine Pirro

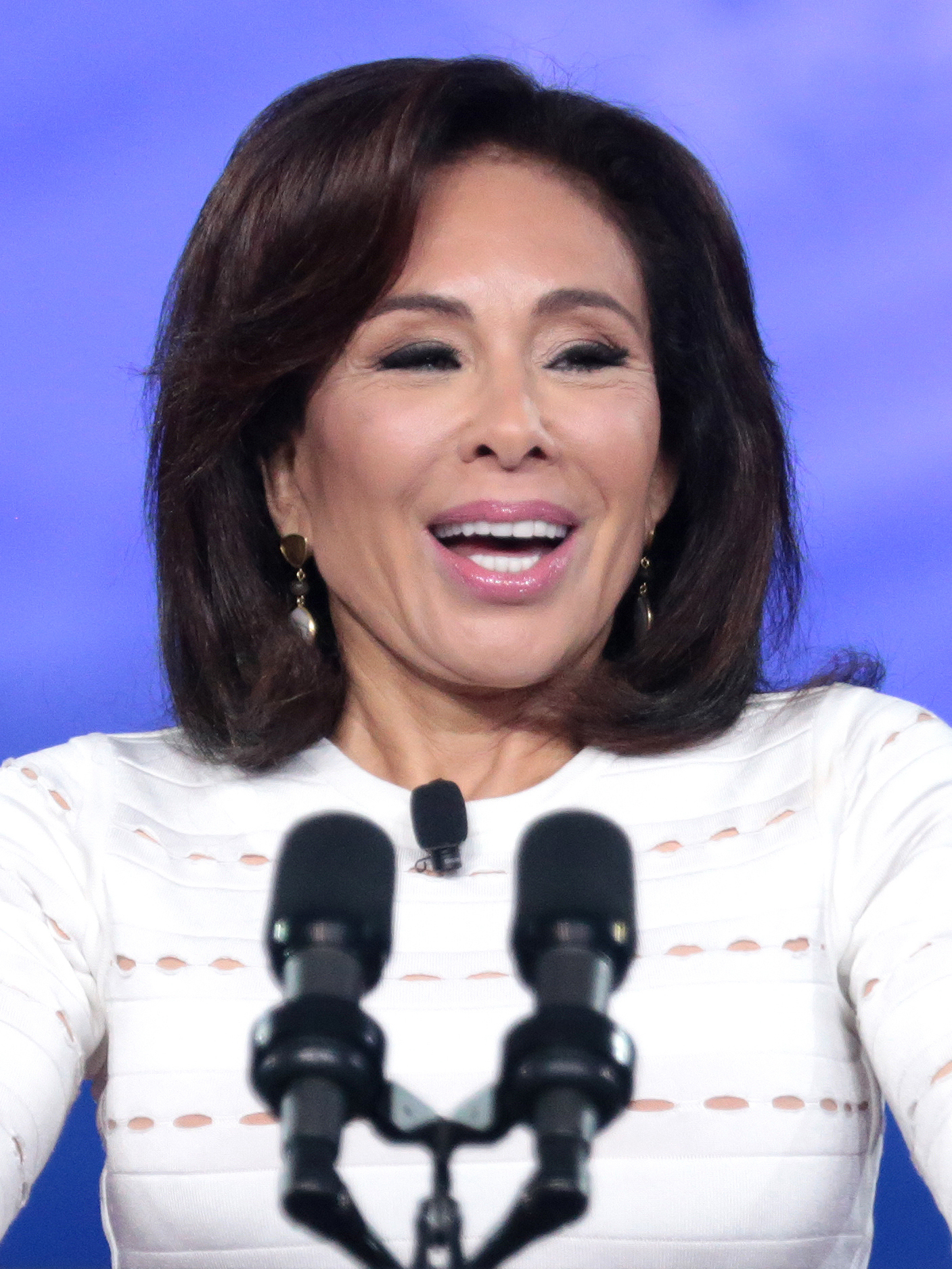
Pirro während einer Rede bei der CPAC 2017 im National Harbor, Maryland.

Jeanine Ferris Pirro (* 2. Juni 1951 in Elmira, New York) ist eine amerikanische TV-Persönlichkeit, ehemalige Richterin, Staatsanwältin und republikanische Politikerin im US-Bundesstaat New York.
Sie war die erste Richterin am Gericht des Westchester County nahe New York City. Anschließend wurde sie auch als erste Frau zur Bezirksstaatsanwältin (District Attorney) des Westchester County gewählt. Sie erlangte dabei vor allem Aufsehen für ihren Einsatz gegen häusliche Gewalt und Kriminalität gegenüber älteren Menschen. 2006 wollte Pirro erst bei der Wahl zum US-Senat für die Republikanische Partei gegen die Demokratin Hillary Clinton antreten, kandidierte dann aber erfolglos als Attorney General im Bundesstaat New York. Sie bestreitet seither eine Medienkarriere als Moderatorin bei Fox News. Seit dem 2. August 2025 ist sie Bundesstaatsanwältin für den District of Columbia.

## Jugend und Ausbildung
Pirro wurde im Juni 1951 einziges Kind in Elmira im Chemung County geboren. Ihre Eltern Esther und Nasser Ferris sind in erster Generation in den USA geborene Libanesen. Ihre Mutter arbeitete als Kaufhausmodel und ihr Vater als Verkäufer. Pirro behauptet, dass sie bereits im Alter von sechs Jahren Juristin werden wollte.
Pirro schloss die Notre Dame High School in Elmira ab und machte zunächst ihren Bachelor in Rechtswissenschaften an der University at Buffalo und anschließend ihren J.D. an der Albany Law School der Union University. Während ihres Studiums war sie Herausgeberin von Gesetzesüberprüfungen. Pirro ist praktizierende Katholikin.

## Laufbahn in der Justiz

### Assistant District Attorney
1975 ernannte Carl Vergari, damals District Attorney des Westchester County, Pirro zu seiner Assistentin. Dabei schrieb sie Berufungen und Einsprüche und behandelte selbst kleinere Fälle. 1977 setzte sie sich dafür ein, dass häusliche Gewalt nun nicht mehr vor dem Familiengericht, sondern vor einem Strafgericht verhandelt wird. Sie überzeugte Vergari und im selben Jahr wurde dieses Vorhaben durch ein neues Gesetz im Staat New York geregelt. 1978 nominierte Vergari Pirro für die Leitung des Amtes für häusliche Gewalt und Kindesmisshandlung. Sie war während dieser Zeit bekannt für ihr aggressives Auftreten. Aufgrund von häufiger Nötigung der Täter gegenüber Opfern verfolgte Pirro die konsequente Politik, niemals Anklagen auf Wunsch eines Opfers fallen zu lassen.
Sie wurde vielerseits für ihre Leidenschaftlichkeit gelobt, musste jedoch seitens vieler Kollegen Kritik einstecken, da sie mit vielen üblichen Traditionen und Verhaltensnormen gebrochen habe. Ihr wurde unter anderem auch Aufmerksamkeit erregendes Verhalten vorgeworfen. Daraufhin sprach auch ihr damaliger Chef Vergari mit ihr über ihre Verletzung der üblichen Büropolitik eines District Attorney. Unter anderem gab Pirro zur damaligen Zeit offizielle Pressemitteilungen nur mit ihrem eigenen und ohne Vergaris Namen heraus. Ihr Verhältnis zu Vergari zerbrach in den späten 1980er Jahren endgültig, denn Pirro übernahm die alleinige Verantwortung für die Einrichtung des Amtes für häusliche Gewalt und Kindesmisshandlung.
Am 1. Juni 1990, nur fünf Monate vor Pirros Kandidatur als Richterin für den Westchester County Court, erlangte sie weit verbreitete Aufmerksamkeit und auch einige Kritik für die Beschleunigung einer Anklageerhebung gegen Maria Amaya, während diese auf einer Intensivstation lag. Amaya wurde wegen Mordes an ihren vier Kindern angeklagt. Sie war eine 36-Jährige Einwanderin aus El Salvador und wurde zuvor bereits in einer Psychiatrie behandelt. Sie lag nach dem Mord an ihren Kindern auf der Intensivstation, weil sie nach der Tat versuchte Suizid zu begehen. Amaya dachte, es sei rechtmäßig, ihre Kinder umzubringen, da diese durch Drogen und Sex verdorben gewesen seien.
Während ihrer kompletten Zeit als Assistant District Attorney war Vergari ihr Vorgesetzter. Er lobte sie 1999 als „intelligent und kompetent“, kritisierte sie jedoch auch als „sehr egozentrisch, in Allem, was sie tut“.

### Richterin
Im November 1990 wurde sie als Richterin in den Westchester County Court (Gericht) gewählt. Sie trat bei der Wahl für die Republikanische Partei sowie die Conservative Party an und setzte sich gegen den Demokraten Lawrence D. Lenihan durch. Bei ihrer Amtseinführung am 1. Januar 1991 wurde sie zu ersten Richterin am Gericht des Westchester County im Bundesstaat New York.

### District Attorney
Im November 1993 wurde Pirro als Nachfolgerin von Carl Vergari zum District Attorney des Westchester County gewählt, ebenfalls als erste Frau in ihrem County. Sie wurde 1997 und 2001 in ihrem Amt bestätigt und wollte 2005 nicht mehr für eine vierte Amtszeit kandidieren.
Am 31. Dezember 1993, während Pirros Mitternachtsinauguration, wurde die Erbin der E. W. Scripps Company, Anne Scripps Douglas, nach einem Streit mit ihrem Ehemann Scott Douglas von diesem mit einem brutalen Hammerschlag am Schädel erschlagen. Der Ehemann beging die Tat, während seine Frau in ihrem gemeinsamen Zuhause in Bronxville schlief. Bei Ankunft der Polizei war der Täter verschwunden, nach einigen Stunden wurde sein BMW auf der Tappan Zee Brücke gefunden. Seine Ehefrau verstarb sechs Tage darauf im Krankenhaus in Folge ihrer Schädelverletzung. Jeanine Pirro, die für ihre Passion in Fällen häuslicher Gewalt bekannt war, genoss häufige Anwesenheit in den Medien aufgrund dieser Tat, welche den Beginn ihrer Amtszeit überschattete. Erst drei Monate später wurde die Leiche des Täters im Hudson River gefunden und identifiziert. In dieser Zeit erlangte Pirro nationale Bekanntheit und wurde zu einem regelmäßigen Gast im amerikanischen Fernsehen, so z. B. während der Verhaftung von OJ Simpson für den mutmaßlichen Mord an seiner Ex-Frau. Sie trat in dieser Zeit in den Sendungen Nightline, Larry King Live und Geraldo auf.
Schon während der ersten Monate ihrer Amtszeit nahm Pirro eine kostspielige Renovierung ihres Büros vor und erweiterte das Gerichtsgebäude um eine zusätzliche Etage, mit einer neuen Kochnische und einem Medienraum für 20.000 $. Ihr persönliches Büro ließ sie mit Mahagoniholz einrichten. Pirro war die erste Frau als Vorsitzende der New Yorker District Attorney Association. Zudem wurde sie vom damaligen Gouverneur George Pataki als Chairwoman der New Yorker Kommission für Häusliche Gewalt in den Ausschuss berufen. Die Arbeit der Kommission und seine Empfehlungen führten dazu, dass die Judikative einen verbesserten Schutz für die Opfer von häuslicher Gewalt gewährleisten konnte. Während ihrer gesamten Amtszeit weigerte sich Pirro wiederholt, das Mordverfahren gegen Jeffrey Deskovic wieder aufzunehmen. 1990 wurde Deskovic – wie sich später herausstellte – zu Unrecht für den Mord an einem 15-Jährigen Mädchen verurteilt. Er verbrachte 16 Jahre im Gefängnis, bis sein Verfahren wieder aufgenommen wurde und seine Unschuld mit Hilfe eines DNA-Testes bewiesen werden konnte. Deskovic sieht Pirro als Schuldige für seine lange, unschuldig verbrachte Zeit im Gefängnis.

## Politische Tätigkeit

### Vize-Gouverneurs-Kandidatur 1986
Am 26. Mai 1986 gab Pirro – damals Assistant District Attorney – bekannt, als Running Mate des republikanischen Kandidaten für die Gouverneurswahl von New York 1986 – Andrew O’Rourke – anzutreten. Sie wurde von O’Rourke ausgewählt, nachdem fast ein Dutzend anderer Personen ihm abgesagt hatten. Sie war aufgrund ihres durch Heirat erworbenen italienischen Namens, ihres Daseins als Frau sowie geringer Erfahrung nicht die erste Wahl.
Viele New Yorker Republikaner zeigten sich enorm unzufrieden mit dieser Wahl. Der damalige Minority Leader des Senats von New York hielt dazu fest, dass Pirro keinerlei politische Erfahrung sowie keine landesweite Statur vorzuweisen habe. Außerdem wurde kritisiert, dass beide Kandidaten aus dem Westchester County stammen und so keine breite Masse angesprochen werde, da Republikaner im Bundesstaat New York es traditionell schon schwer haben.
Am 28. Mai 1986, nur einen Tag vor der Vorwahl des Running Mate von Andrew O’Rourke, gab Pirro beim Parteitag der Republikaner in New York bekannt, nicht mehr kandidieren zu wollen; sie begründete dies mit Geschäften ihres Mannes, der viele Geschäfte im Staat New York machte und dabei oft in Verbindung mit der Mafia gebracht wurde. Diese Gegebenheiten machten es ihr schlichtweg unmöglich, als Vizegouverneurin zu dienen. Pirro informierte die anderen Kandidaten bereits am Vorabend des 27. Mai 1986. Nur sechs Stunden nach Bekanntgabe ihres Ausstiegs wurde Pirro durch Michael Kavanagh ersetzt, den damaligen District Attorney des Ulster County.

### Senatswahl und New York State Attorney Wahl 2006
Am 10. August 2005 gab Jeanine Pirro bekannt, bei der US-Senatswahl im Staat New York als Republikanerin zunächst in den Vorwahlen und anschließend gegen die amtierende demokratische Senatorin in erster Amtszeit, Hillary Clinton, anzutreten. Andere Republikaner, die bei den Vorwahlen antraten, waren John Spencer, ehemaliger Bürgermeister von Yonkers, William Brenner, ein Anwalt aus dem Sullivan County, sowie Staatsanwalt Edward Cox, Schwiegersohn des ehemaligen US-Präsidenten Richard Nixon. Während ihrer Antrittsrede leistete sich Pirro einen Fauxpas, weil sie, während sie die zehnte Seite ihrer vorbereiteten Rede nicht finden konnte, eine Sprechpause von 32 Sekunden einlegen musste. Dies schadete ihrer Kampagne, noch bevor sie richtig begonnen hatte.
Während einer Rede im Crime Victims Resource Center beschrieb sich Pirro selbst folgendermaßen: „Ich bin rot (Farbe der Republikanischen Partei) im Bezug auf Steuerpolitik. Ich bin konservativ und unterstütze den Bush Tax Cut“, sie fügte hinzu: „Ich habe breite blaue Streifen (Farbe der Demokratischen Partei) im Bezug auf soziale Fragen…. Ich bin eine moderate Frau aus New York.“ Der damalige, republikanische Gouverneur unterstützte Pirro, nachdem Cox aus dem Rennen ausgeschieden war, er sah Pirro von nun an als die am besten geeignete Kandidatin. Spender für Pirros Senatskampagne waren unter anderem der Designer Tommy Hilfiger, der Milliardär und Immobilienmogul sowie spätere US-Präsident Donald Trump und einige Geschäftspartner ihres Ehemannes. Am 21. Dezember 2005 gab Pirro ihre Kandidatur auf. Dies geschah in Folge von hohem Druck der Parteichefs. Die Entscheidung wurde getroffen, da es kaum noch Spenden für ihre Kampagne gab und zahlreiche Umfragen zeigten, dass Clinton Pirro problemlos besiegen würde (62 % zu 30 %). John Spencer wurde zum endgültigen Kandidaten der Partei. Spencer unterlag Amtsinhaberin Clinton eindeutig mit 31 % zu 67 %.
Am 31. Mai 2006 wurde Pirro zur republikanischen Kandidatin für das Amt des State Attorney für New York nominiert. Pirro verlor die Wahl gegen ihren demokratischen Kontrahenten Andrew Cuomo, den späteren Gouverneur des Staates, mit 39:58 %.

### US-Staatsanwältin in Washington 2025
US-Präsident Donald Trump hat am 8. Mai 2025 Jeanine Pirro zur vorläufigen US-Staatsanwältin für Washington D.C. ernannt. Die Ankündigung erfolgte, nachdem Trump seine erste Wahl, den ehemaligen konservativen Podcaster Ed Martin, für den Posten zurückgezogen hatte, nachdem er wichtige Unterstützung der Republikaner im Senat verloren hatte, der solche Positionen bestätigen muss. In einem Social-Media-Beitrag, in dem er die Nominierung Pirros bekannt gab, bezeichnete Trump Pirro als „eine mächtige Kämpferin für Opfer von Straftaten.“

## Medienkarriere

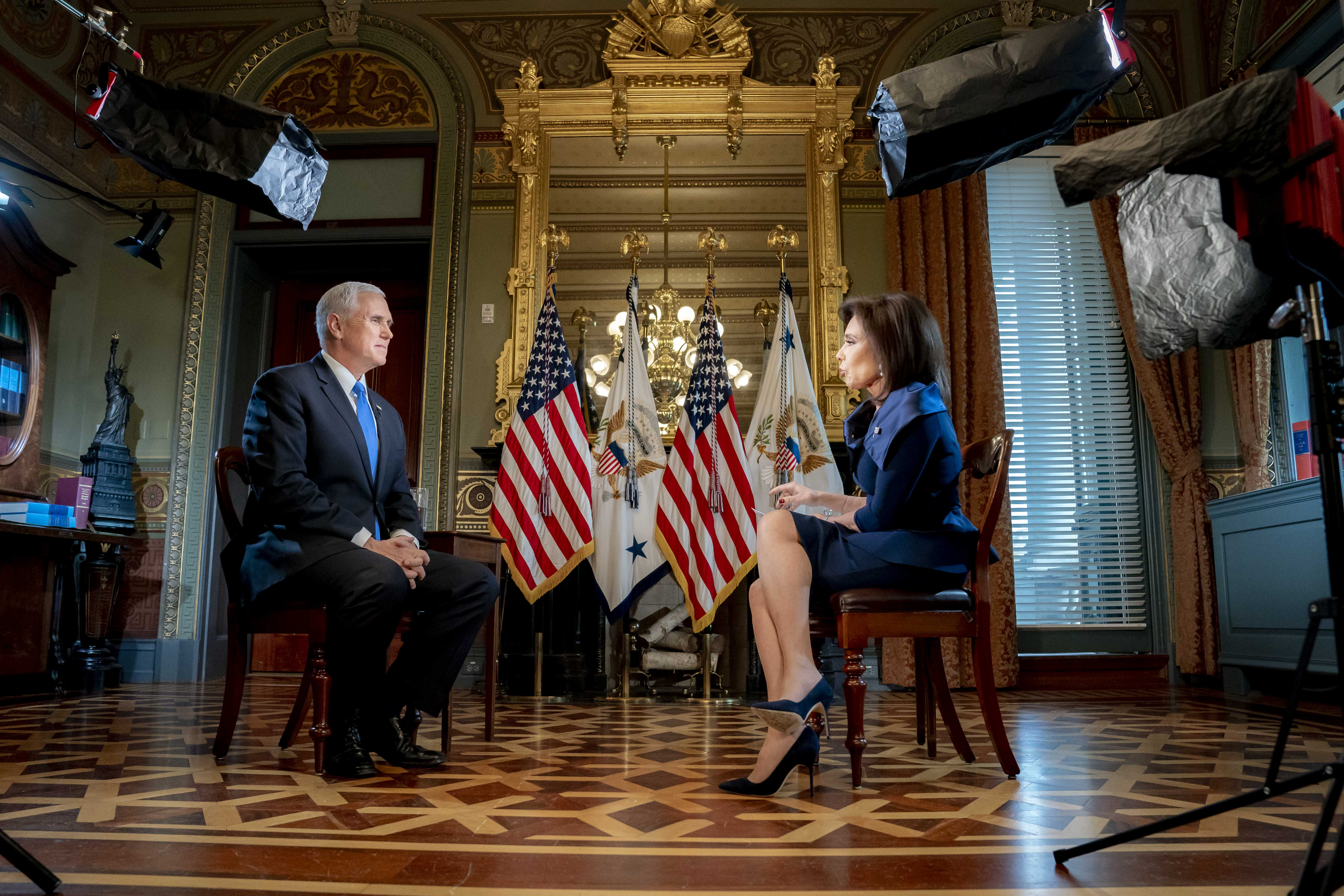
Pirro führt ein Interview mit Vizepräsident Mike Pence

Pirro war regelmäßiger Gast in der Morning Show with Mike and Juliet. Derzeit tritt sie bei Today, Fox NY Good Day New York auf, ist juristische Analystin für Fox News und tritt in dieser Position in verschiedenen Sendungen in Erscheinung. Sie war bereits guest host in Sendungen, wie Larry King Live, The Joy Behar Show und Geraldo at large. Auch war sie häufiger Gast in der Fox Late-Night-Satireshow Red Eye w/ Greg Gutfeld.
2003 veröffentlichte Pirro das Buch To Punish and Protect, describing life inside the criminal justice system. 2012 schrieb Pirro, mit Hilfe von Pete Earley die Novelle Sly Fox, welche auf ihren eigenen Erfahrungen im Alter von 25 Jahren basiert.
Pirro spielte in der sechsteiligen HBO-Serie The Jinx mit. Pirro moderierte die Gerichtssendung You the Jury, welche bereits nach zwei Episoden abgesetzt wurde.

### Judge Jeanine Pirrobei The CW
Am 5. Mai 2008 gab der Sender The CW bekannt, dass Jeanine Pirro ab sofort wöchentlich eine Sendung namens Judge Jeanine Pirro moderiert. Die Sendung wurde tagsüber ausgestrahlt. Die Show wurde von Warner Bros. Television produziert.
Eine zweite Staffel wurde 2009 gestartet und wurde 2010 erstmals für einen Emmy nominiert, 2011 erhielt die Sendung den Daytime Emmy Award. Im September 2011 wurde die Sendung aufgrund sinkender Quoten eingestellt.

### Justice with Judge JeanineundThe Fivebei Fox News
Pirro moderierte ab Januar 2011 die Sendung Justice with Judge Jeanine bei Fox News. Die Sendung wurde am Wochenende ausgestrahlt und befasste sich mit das Recht betreffenden Geschichten der jeweils vergangenen Woche. Im Januar 2022 wurde die Sendung eingestellt, da Pirro zu The Five wechselte, die beliebteste Show bei Fox News, bei der sie zuvor häufig Gast war.
Nach interner Einschätzung von Fox verbreitete Pirro Falschmeldungen über die Präsidentschaftswahlen 2020 und insbesondere über Dominion Voting Systems. Ihre Aussagen seien voller Verschwörungstheorien und „Bullshit“ und laut dem leitenden Fox-Redakteur Jerry Andrews „ein weiteres Beispiel, weshalb diese Frau niemals live im Fernsehen auftreten sollte“.

## Politische Positionen

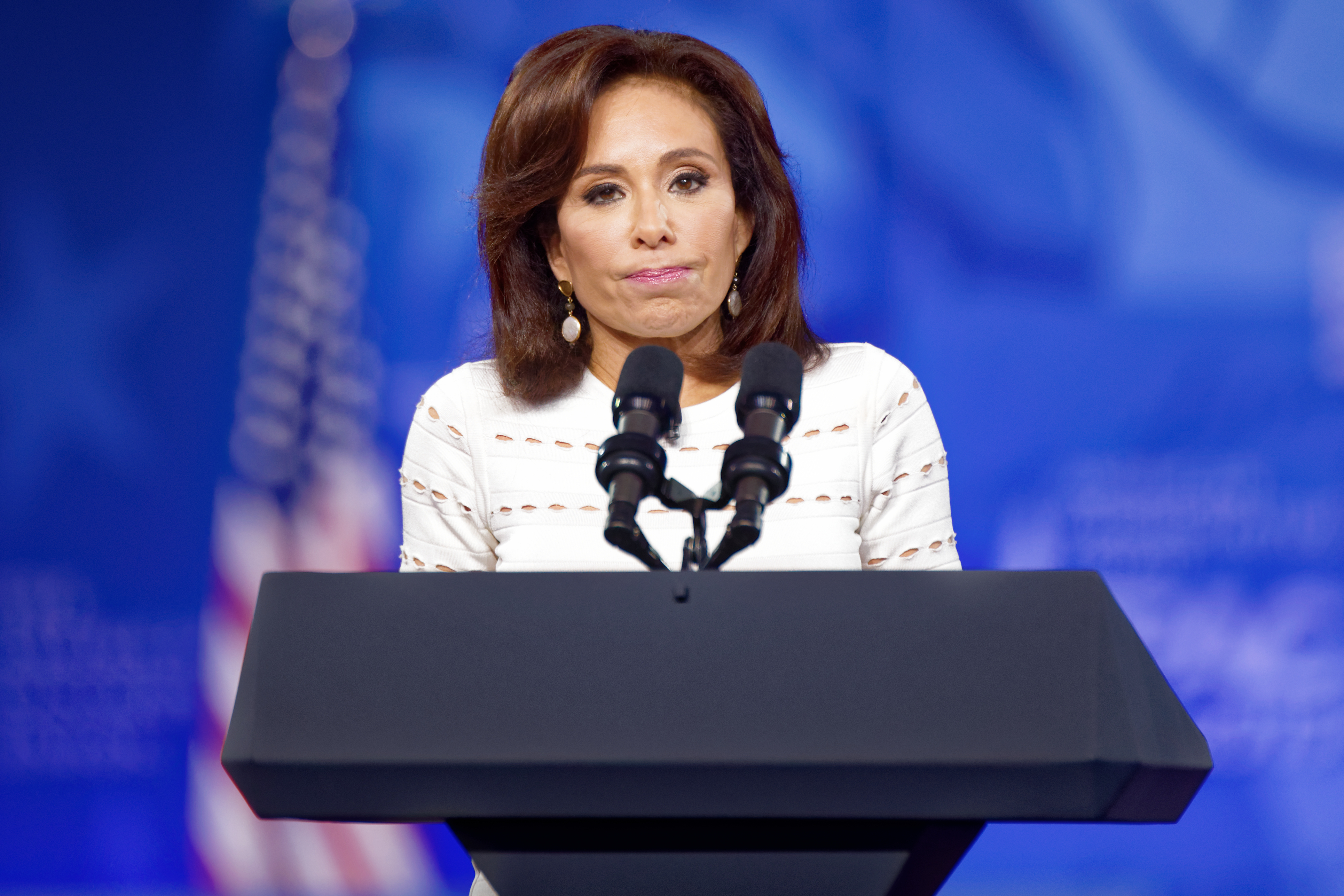
Pirro bei der CPAC

### Unterstützung Präsident Trumps
Pirro unterstützte den republikanischen Präsidentschaftskandidaten und späteren Präsidenten Donald Trump während dessen Wahlkampagne im Jahr 2016. Dennoch war sie manchmal erbost über einige seiner Verhaltensweisen. Nach der Veröffentlichung von frauenfeindlichen Audioaufnahmen Donald Trumps verteidigte ihn Pirro. Sie begründete dies damit, dass sie Donald in „Millionen“ Situationen mit z. B. seinen Kindern erlebt habe und er immer ein „Gentleman“ gewesen sei.
Nach Donald Trumps Wahlsieg hielt Pirro scharfe Verteidigungsreden für den Präsidenten.

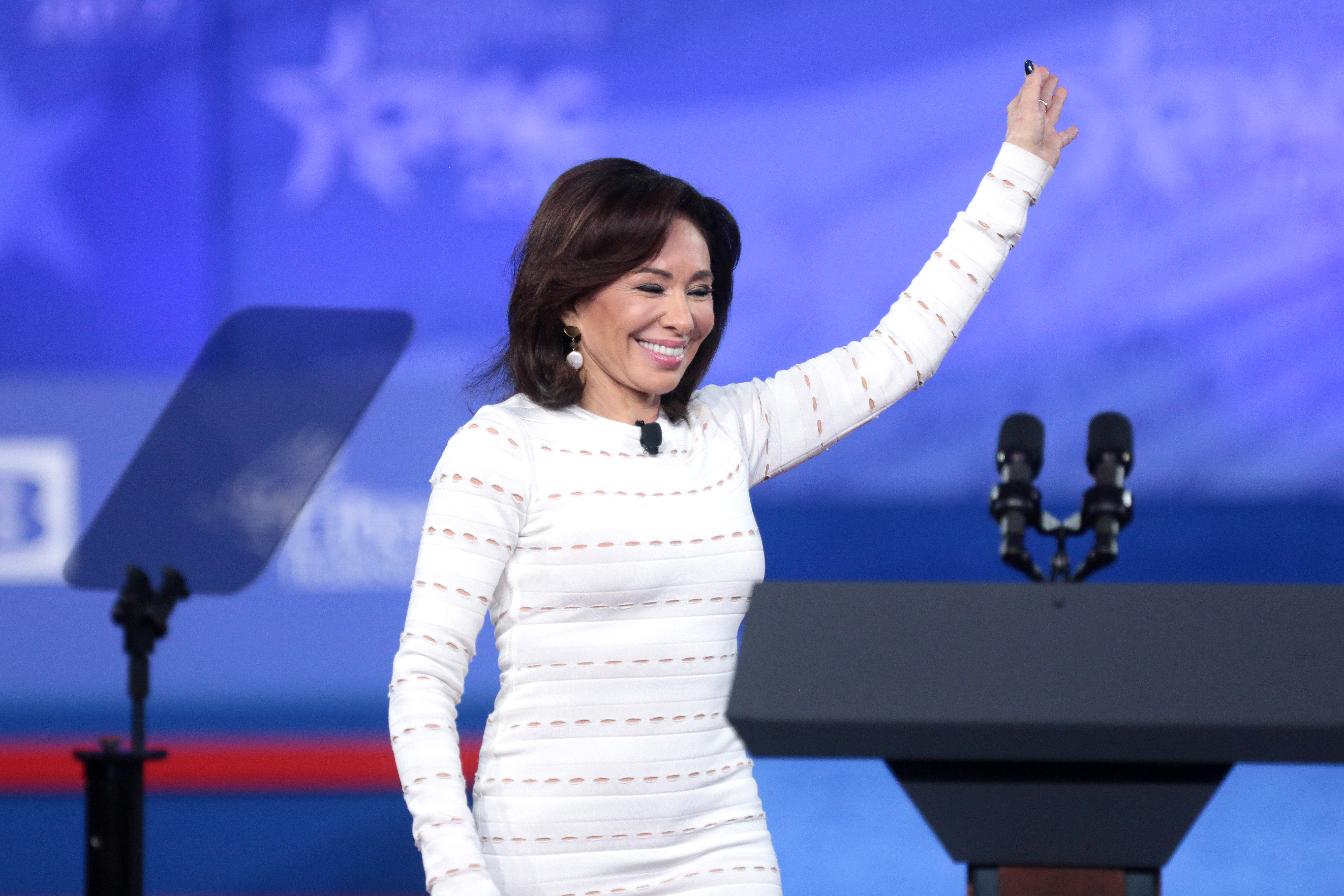
Jeanine Pirro bei der Conservative Political Action Conference

Pirro setzt sich für die Entlassung von Ermittlern ein, die wegen der mutmaßlichen russischen Einflussnahme auf den US-Präsidentschaftswahlkampf 2016 ermitteln.  Die Eingriffe des FBI beschreibt Pirro als „fehl am Platz“ in den Traditionen der Verfassung. Im Mai 2018 sagte Pirro, dass Trump eine „biblische Prophezeiung“ erfüllt hätte, indem er die US-Botschaft in Israel von Tel Aviv nach Jerusalem verlegt und diese als Hauptstadt anerkannt hat.
Im Juni 2018 berichtete Politico, dass Pirro Interesse am Posten des Justizministers hat, den zu diesem Zeitpunkt Jeff Sessions innehatte. Diesen bezeichnete Pirro in ihrer Sendung als den „gefährlichsten Mann Amerikas“.
Als Donald Trump im Juli 2018 beim Gipfeltreffen in Helsinki mit Russlands Präsident Wladimir Putin nicht bestätigen wollte, dass russische Hacker in die US-Wahl eingegriffen haben, verteidigte Pirro Trump. Pirro sagte: „Was sollte er denn machen? Eine Waffe rausholen und Putin erschießen?“ Dabei spielte sie auf den eher behutsamen Umgang Trumps gegenüber Putin an. Im selben Monat lud Trump Pirro ins Oval Office ein und posierte gemeinsam mit ihr und ihrem neu erschienenen Buch. Daraufhin wurde Trump ethischer Verstöße bezichtigt, da er im Oval Office Werbung für ein Pro-Trump-Buch machte.
Nach Trumps Niederlage gegen Joe Biden im Jahr 2020 machte Pirro auf Fox News falsche Aussagen über vermeintlichen Wahlbetrug; diese waren u. a. Gegenstand einer Klage eines Wahlmaschinenherstellers gegen Fox News. Der Fall wurde mit einer Entschädigung von über 787 Millionen Dollar beigelegt.

### Sonstiges
Pirro behauptete fälschlicherweise, dass der IS-Anführer Abu Bakr al Baghdadi vom damaligen US-Präsidenten Obama freigelassen wurde. Al Baghdadi wurde 2004 von Präsident Bush entlassen.
Pirro unterstützt positive Diskriminierung sowie das Recht der Frauen, über das Behalten eines Kindes zu entscheiden. Sie unterstützt das Programm Medicaid, mit dem Abtreibungen für Personenkreise mit geringem Einkommen finanziert werden. Späte Abtreibungen lehnt sie hingegen ab. Sie setzt sich für den zweiten Zusatzartikel der Verfassung und damit für das uneingeschränkte Waffenrecht ein.
Im Juni 2018 bezeichnete sie Trumps Begnadigung des konservativen Filmregisseurs Dinesh D’Souza, welcher für illegale Wahlkampfspenden angezeigt worden war, als „fantastische Neuigkeiten“.

## Privatleben
1997 wurde Pirro vom People magazine zu einer der 50 schönsten Personen in Amerika gewählt.

### Ehe und Verfahren und Verurteilung des Ehemannes
1975 heiratete Jeanine Ferris Albert Pirro aus Mount Vernon. Sie lernten sich an der juristischen Fakultät kennen. Gemeinsam haben sie einen Sohn sowie eine Tochter. Nach der Hochzeit zog das Paar nach Harrison an ihren Arbeitsort, während er eine Tätigkeit als Lobbyist ausübte.
In den späten Neunzigern wurde Albert Pirro ein mächtiger Lobbyist, republikanischer Stifter sowie Partner des späteren US-Präsidenten Donald Trump. Dieser beschrieb ihn als „unglaublich intelligent und effektiv“ und sagte „Es gibt niemanden wie ihn“. Albert Pirros Fachgebiet war das Regeln von lokalen Angelegenheiten sowie Genehmigungen in Westchester. Er verdiente dort Millionen durch seine Arbeit mit Trump, Viacom und ITT, Inc. Das verdiente Geld erlaubte dem Paar in einem luxuriösen, 1,7 Millionen $ Haus in Harrison zu wohnen sowie ein Ferienhaus in West Palm Beach, einen Ferrari sowie zwei Mercedes-Benz zu besitzen.
Am 23. Februar 1999 wurde Albert Pirro von der United States Attorney for the Southern District of New York, Mary Jo White, wegen einmaliger Intrige, Steuerhinterziehung in vier Fällen sowie 28 Fällen von Einreichung einer falschen Steuererklärung angeklagt. Albert Pirro soll zwischen 1997 und 1998 eine Million US-Dollar an Privatvermögen als geschäftliches Einkommen gemeldet haben, um so Steuern zu sparen. Darin enthalten waren Kosten für seinen Ferrari, die zwei Mercedes für seine Frau und ihre Mutter, elektrische Tore für ihr Haus, Möbel im gemeinsamen Ferienhaus, Investitionen in den Garten, Kreuzfahrttickets, teurer Wein sowie die Gehälter der Haushaltshilfen. Angeregt wurden die Ermittlungen erst durch die Festnahme eines Bürokraten aus Yonkers, wegen Unterschlagung. Dieser behauptete, Albert Pirro hätte ihn mit 5.000 $ bestochen, um leichter und schneller an eine Kinogenehmigung zu kommen. In den neun Jahren, in denen der Betrug stattfand, gab das Ehepaar gemeinsame Steuererklärungen (joint tax returns) für die Jahre 1993–1995 ab.
Am 23. Februar 1999 kritisierte Jeanine Pirro die Ermittlungen gegen ihren Mann und bezeichnete diese als „invasiv und feindselig“. Der Gouverneur und seine Familie – gute Freunde der Pirros – äußerten sich zurückhaltend und wünschten dem Paar „Alles Gute“.
Albert Pirros Prozess begann am 15. Mai 2000. Seine Frau erschien die ersten Tage immer und sagte, sie sei als „Mutter und Ehefrau“ gekommen. Während des Prozesses stellte sich unter anderem heraus, dass auch Jeanine beispielsweise 5.000 $ von dem Geld für ein Ölgemälde ihrer Kinder ausgegeben hatte. Dies rückte sie in der Öffentlichkeit ebenfalls in ein schlechteres Licht. Jeanine Pirro kritisierte die Justiz, indem sie behauptete, dass diese mit allen Mitteln versuche, sie in das Verfahren hineinzuziehen. Am 23. Juni 2000, nach vier Tagen Bedenkzeit, sprach die Jury Albert Pirro in allen 34 Fällen schuldig, vom Richter verurteilt wurde er in 23 Fällen. Jeanine Pirro dachte nach der Verurteilung darüber nach, von allen ihren Posten zurückzutreten, da dies auch ihren Ruf zerstört habe. Sie erwog, in die lukrativere Privatwirtschaft zu gehen. Am 2. November 2000 wurde Jeanine Pirros Ehemann Albert zu einer Freiheitsstrafe von 2 Jahren und 5 Monaten in einem Bundesgefängnis minderer Sicherheitsstufe verurteilt. Er erhielt eine Haftminderung, da er sich dazu entschied, nicht in Berufung zu gehen. In einer seiner letzten Amtshandlungen in seiner ersten Amtszeit begnadigte Trump Pirros Ehemann.

### Scheidung
Mitten in ihrer State Attorney Kampagne 2006 enthüllte Pirro, dass sie Gegenstand einer bundesstaatlichen Untersuchung gewesen ist, ob sie Gespräche ihres Ehemannes Albert illegal aufgezeichnet hatte, um ihn des Ehebruches zu überführen. Im November des Folgejahres gab das Paar seine Trennung bekannt. 2013 ließ das Paar sich endgültig scheiden.

## Bücher
- To Punish and Protect, describing life inside the criminal justice system (2003)
- Sly Fox (2013)
- Liars, Leakers, and Liberals: The Case Against the Anti-Trump Conspiracy (2018)

## Filmografie
- 2018: Gott ist nicht tot – Ein Licht in der Dunkelheit (God’s Not Dead: A Light in Darkness)
- 2021: Gott ist nicht tot 4 – Wir sind das Volk (God’s Not Dead: We the People)